# Grámos Óros
Grámos Óros är ett berg i Albanien. Det ligger i den sydöstra delen av landet, 140 km sydost om huvudstaden Tirana. Toppen på Grámos Óros är 2 523 meter över havet.
Terrängen runt Grámos Óros är kuperad åt nordost, men åt sydväst är den bergig. Grámos Óros är den högsta punkten i trakten.  Runt Grámos Óros är det mycket glesbefolkat, med 4 invånare per kvadratkilometer.. 
I omgivningarna runt Grámos Óros växer i huvudsak blandskog.